# 尾紋湯鯉
尾紋湯鯉（學名：Kuhlia caudavittata），為輻鰭魚綱鱸形目鱸亞目湯鯉科的其中一種，分布於非洲留尼旺、模里西斯、莫三比克及馬達加斯加半鹹水、淡水及海域，本魚體橢圓而側扁，眼大，下頷突出，體銀色，背部深灰至藍色，尾鰭叉形，背鰭硬棘10枚；背鰭軟條11-14枚；臀鰭硬棘3枚；臀鰭軟條11-13枚，體長可達25公分，棲息在底中層水域，生活習性不明。